# کومبولچا
کومبولچا (به لاتین: Kombolcha) یک شهر در اتیوپی است که در منطقه امهارا واقع شده‌است. کومبولچا ۱۸۸٬۶۶۷ نفر جمعیت دارد و ۱٬۸۴۲ متر بالاتر از سطح دریا واقع شده‌است.